# 大韓醫師協會
大韓醫師協會（韓語：대한의사협회）是韩国的一个由医生組成的工会，總部位於首爾市龍山區，該工會也是世界醫學協會的會員。大韓醫師協會成立於1908年。1995年5月改為現名。大韓醫師協會曾多次為了抗議政府的醫療改革而發起罷工。《大韓醫師協會杂志》是该工會的官方雜誌。